# Lasiomma propleurale
Lasiomma propleurale är en tvåvingeart som beskrevs av Griffiths 2003. Lasiomma propleurale ingår i släktet Lasiomma och familjen blomsterflugor. Inga underarter finns listade i Catalogue of Life.